# Seznam medailistů na halovém mistrovství Evropy – dálka
Skok daleký je do programu halového mistrovství Evropy zařazen od prvních ročníků šampionátu. Tak jako na dráze se výkony nejlepších skokanů dlouhodobě pohybují kolem sedmi metrů u žen a mírně přes osm metrů u mužů.

## Muži
| Rok      | Místo         | Zlato                 | Výkon vítěze | Stříbro                 | Bronz                |
| -------- | ------------- | --------------------- | ------------ | ----------------------- | -------------------- |
| HME 1970 | Vídeň         | Tõnu Lepik            | 8,05         | Klaus Beer              | Rafael Blanquer      |
| HME 1971 | Sofie         | Hans Baumgartner      | 8,12         | Igor Ter-Ovanesjan      | Vasile Sărucan       |
| HME 1972 | Grenoble      | Max Klauß             | 8,02         | Hans Baumgartner        | Jaroslav Brož        |
| HME 1973 | Rotterdam     | Hans Baumgartner      | 7,85         | Max Klauß               | Grzegorz Cybulski    |
| HME 1974 | Göteborg      | Jean-Francois Bonhęme | 8,17         | Hans Baumgartner        | Max Klauß            |
| HME 1975 | Katovice      | Jacques Rousseau      | 7,94         | Hans-Jürgen Berger      | Zbigniew Beta        |
| HME 1976 | Mnichov       | Jacques Rousseau      | 7,90         | Valerij Pidlužnyj       | Joachim Busse        |
| HME 1977 | San Sebastián | Hans Baumgartner      | 7,96         | Lutz Franke             | László Szalma        |
| HME 1978 | Milán         | László Szalma         | 7,83         | Ronald Desruelles       | Vladimir Cepeljov    |
| HME 1979 | Vídeň         | Vladimir Cepeljov     | 7,88         | Valerij Pidlužnyj       | Lutz Franke          |
| HME 1980 | Sindelfingen  | Winfried Klepsch      | 7,98         | Nenad Stekić            | Stanisław Jaskułka   |
| HME 1981 | Grenoble      | Rolf Bernhard         | 8,01         | Antonio Corgos          | Šamil Abbjasov       |
| HME 1982 | Milán         | Henry Lauterbach      | 7,86         | Rolf Bernhard           | Giovanni Evangelisti |
| HME 1983 | Budapešť      | László Szalma         | 7,95         | Gyula Pálóczi           | Jens Knipphals       |
| HME 1984 | Göteborg      | Jan Leitner           | 7,96         | Mathias Koch            | Robert Emmijan       |
| HME 1985 | Pireus        | Gyula Pálóczi         | 8,15         | László Szalma           | Sergej Lajevski      |
| HME 1986 | Madrid        | Robert Emmijan        | 8,32         | László Szalma           | Jan Leitner          |
| HME 1987 | Liévin        | Robert Emmijan        | 8,49         | Giovanni Evangelisti    | Christian Thomas     |
| HME 1988 | Budapešť      | Frans Maas            | 8,06         | László Szalma           | Giovanni Evangelisti |
| HME 1989 | Haag          | Emiel Mellaard        | 8,14         | Antonio Corgos          | Frans Maas           |
| HME 1990 | Glasgow       | Dietmar Haaf          | 8,14         | Emiel Mellaard          | Robert Emmijan       |
| HME 1992 | Janov         | Dmitrij Bagrjanov     | 8,12         | Konstantin Krause       | Jarmo Kärnä          |
| HME 1994 | Paříž         | Dietmar Haaf          | 8,15         | Konstantinos Koukodimos | Bogdan Tudor         |
| HME 1996 | Stockholm     | Mattias Sunneborn     | 8,06         | Bogdan Țăruș            | Spyridon Vasdekis    |
| HME 1998 | Valencie      | Oleksij Lukaševyč     | 8,06         | Carlos Calado           | Emmanuel Bangué      |
| HME 2000 | Gent          | Petar Dačev           | 8,26         | Bogdan Țăruș            | Vitalij Škurlatov    |
| HME 2002 | Vídeň         | Raúl Fernández        | 8,22         | Yago Lamela             | Petar Dačev          |
| HME 2005 | Madrid        | Joan Lino Martínez    | 8,37         | Bogdan Țăruș            | Volodymir Ziuskov    |
| HME 2007 | Birmingham    | Andrew Howe           | 8,30         | Luis Tsatumas           | Salim Sdiri          |
| HME 2009 | Turín         | Sebastian Bayer       | 8,71 - RHME  | Nils Winter             | Marcin Starzak       |
| HME 2011 | Paříž         | Sebastian Bayer       | 8,16         | Kafétien Gomis          | Morten Jensen        |
| HME 2013 | Göteborg      | Alexandr Meňkov       | 8,31         | Michel Tornéus          | Christian Reif       |
| HME 2015 | Praha         | Michel Tornéus        | 8,30         | Radek Juška             | Andreas Otterling    |
| HME 2017 | Bělehrad      | Izmir Smajlaj         | 8,08         | Michel Tornéus          | Serhiy Nykyforov     |
| HME 2019 | Glasgow       | Miltiadis Tentoglou   | 8,38         | Thobias Nilsson Montler | Strahinja Jovančević |
| HME 2021 | Toruň         | Miltiadis Tentoglou   | 8,35         | Thobias Montler         | Kristian Pulli       |
| HME 2023 | Istanbul      | Miltiadis Tentoglou   | 8,30         | Thobias Montler         | Gabriel Bitan        |
| HME 2025 | Apeldoorn     | Božidar Sarabojukov   | 8,13         | Mattia Furlani          | Lester Lescay        |

## Ženy
| Rok      | Místo         | Zlato                   | Výkon vítěze | Stříbro                     | Bronz                            |
| -------- | ------------- | ----------------------- | ------------ | --------------------------- | -------------------------------- |
| HME 1970 | Vídeň         | Viorica Viscopoleanuová | 6,56         | Heide Rosendahlová          | Mirosława Sarna                  |
| HME 1971 | Sofie         | Heide Rosendahlová      | 6,64         | Irena Szewińská             | Viorica Viscopoleanuová          |
| HME 1972 | Grenoble      | Brigitte Roesenová      | 6,58         | Meta Antenenová             | Jarmila Nygrýnová                |
| HME 1973 | Rotterdam     | Diana Jorgovová         | 6,45         | Jarmila Nygrýnová           | Mirosława Sarna                  |
| HME 1974 | Göteborg      | Meta Antenenová         | 6,69         | Angela Schmafeldová         | Valeria Stefanescuová            |
| HME 1975 | Katovice      | Dorina Catineanuová     | 6,31         | Lidija Alfejevová           | Meta Antenenová                  |
| HME 1976 | Mnichov       | Lidija Alfejevová       | 6,64         | Jarmila Nygrýnová           | Galina Gopčenková                |
| HME 1977 | San Sebastián | Jarmila Nygrýnová       | 6,63         | Ildikó Szabóová             | Heidemarie Wycisková             |
| HME 1978 | Milán         | Jarmila Nygrýnová       | 6,62         | Ildikó Erdelyová            | Sue Reeveová                     |
| HME 1979 | Vídeň         | Siegrun Sieglová        | 6,70         | Jarmila Nygrýnová           | Lena Johanssonová                |
| HME 1980 | Sindelfingen  | Anna Włodarczyková      | 6,74         | Anke Weigtová               | Sabine Evertsová                 |
| HME 1981 | Grenoble      | Karin Hänelová          | 6,77         | Sigrid Heimannová           | Jasmin Fischerová                |
| HME 1982 | Milán         | Sabine Evertsová        | 6,70         | Karin Hänelová              | Valy Ionescu                     |
| HME 1983 | Budapešť      | Eva Murková             | 6,77         | Helga Radtkeová             | Heike Dauteová                   |
| HME 1984 | Göteborg      | Susan Hearnshawová      | 6,70         | Eva Murková                 | Stefania Lazzaroniová            |
| HME 1985 | Pireus        | Galina Čisťakovová      | 7,02         | Eva Murková                 | Heike Drechslerová               |
| HME 1986 | Madrid        | Heike Drechslerová      | 7,18         | Helga Radtkeová             | Jelena Kokonovová                |
| HME 1987 | Liévin        | Heike Drechslerová      | 7,12         | Galina Čisťakovová          | Jelena Bělevská                  |
| HME 1988 | Budapešť      | Heike Drechslerová      | 7,30 - RHME  | Galina Čisťakovová          | Jolanta Bartczaková              |
| HME 1989 | Haag          | Galina Čisťakovová      | 6,98         | Jolanda Čenová              | Ringa Ropoová-Junnilaová         |
| HME 1990 | Glasgow       | Galina Čisťakovová      | 6,85         | Jelena Kokonovová           | Helga Radtkeová                  |
| HME 1992 | Janov         | Larisa Běrežná          | 7,00         | Marieta Ilcuová             | Ljudmila Ninovová                |
| HME 1994 | Paříž         | Heike Drechslerová      | 7,06         | Ljudmila Ninovová           | Inessa Kravecová                 |
| HME 1996 | Stockholm     | Renata Nielsenová       | 6,76         | Jelena Sinčukovová          | Claudia Gerhardtová              |
| HME 1998 | Valencie      | Fiona Mayová            | 6,91         | Taťjana Ter-Mesropjanová    | Linda Fergaová                   |
| HME 2000 | Gent          | Erica Johanssonová      | 6,89         | Heike Drechslerová          | Iva Prandževová                  |
| HME 2002 | Vídeň         | Niki Xanthou            | 6,74         | Olga Rublovová              | Ljudmila Galkinová               |
| HME 2005 | Madrid        | Naide Gomesová          | 6,70         | Stilianí Pilátouová         | Adina Antonová Bianca Kapplerová |
| HME 2007 | Birmingham    | Naide Gomesová          | 6,89         | Concepción Montanerová      | Denisa Ščerbová                  |
| HME 2009 | Turín         | Ksenija Baltaová        | 6,87         | Jelena Sokolovová           | Olga Kučerenková                 |
| HME 2011 | Paříž         | Darja Klišinová         | 6,80         | Naide Gomesová              | Julija Pidlužná                  |
| HME 2013 | Göteborg      | Darja Klišinová         | 7,01         | Éloyse Lesueurová           | Erica Jarderová                  |
| HME 2015 | Praha         | Ivana Španovićová       | 6,98         | Sosthene Taroum Moguenara   | Florentina Marincu               |
| HME 2017 | Bělehrad      | Ivana Španovićová       | 7,24         | Lorraine Ugen               | Claudia Salman-Rath              |
| HME 2019 | Glasgow       | Ivana Španovićová       | 6,99         | Nastassia Mironczyk-Ivanova | Maryna Romančuková               |
| HME 2021 | Toruň         | Maryna Romančuková      | 6,92         | Malaika Mihambová           | Khaddi Sagniová                  |
| HME 2023 | Istanbul      | Jazmin Sawyersová       | 7,00         | Larissa Iapichinová         | Ivana Vuletová                   |
| HME 2025 | Apeldoorn     | Larissa Iapichinová     | 6,94         | Annik Kälinová              | Malaika Mihambová                |